# Idiostolidae
Die Idiostolidae sind eine Familie der Wanzen (Heteroptera) innerhalb der Teilordnung Pentatomomorpha. Sie umfasst drei Gattungen und vier Arten, von denen keine in Europa auftritt.

## Merkmale
Die mittelgroßen Wanzen werden fünf bis sieben Millimeter lang, haben einen langgestreckt-eiförmigen Körperbau und haben Ähnlichkeit mit etwas breiter gebauten Arten der Gattung Ozophora (Familie: Rhyparochromidae).
Ihr Kopf ist nach vorne gerichtet. Punktaugen (Ocelli) sind ausgebildet. Die viergliedrigen Fühler lenken unterhalb des ventralen Randes der Facettenaugen ein. Das Labium ist ebenso viergliedrig. Die Wangenplatten (Bucculae) sind kurz. Das Pronotum ist in einen Kragen- und einen Scheibenbereich unterteilt. Die Hemielytren haben vier Längsadern, wobei das Corium viele Längsadern besitzt. Auf den Hinterflügeln ist ein Hamus (eine hakenförmige von der Media abgeleitete Querader in der Diskalzelle) ausgebildet. Die Duftdrüsenöffnungen am Metathorax sind zurückgebildet. Ihnen fehlt ein Verdunstungsbereich und ein erhöhtes Peritrema, ein ringförmiges Sklerit, das die Atemöffnungen umgibt. Die Beine sind schlank, ihre Tarsen sind dreigliedrig. Am Hinterleib sind am dritten bis siebten Sternum zahlreiche Trichobothria ausgebildet. Die Terga und Sterna am Hinterleib sind verwachsen. Am Hinterleib liegen alle Stigmen ventral. Dorsal sind innere Laterotergite ausgebildet. Bei den Weibchen ist das siebte Sternum mittig vollständig geteilt und der Ovipositor ist zerschlitzt (laciniat). Bei den Männchen fehlt die Spermatheca. Ihr Phallus ist einfach und hat keine Vesica.
Die Nymphen haben einen eiförmigen Körperbau. Sie haben ihre Duftdrüsenöffnungen zwischen dem vierten und fünften sowie fünften und sechsten Tergit am Hinterleib, außerdem befinden sich zwischen dem dritten und vierten Tergum eine Furche als kleinen Drüsenöffnung. Das erste und zweite Tergum und das dritte bis sechste Sternum sind verwachsen.
Autapomorphien der Familie sind die Lage der Trichobothria, das Fehlen der Spermatheca und Vesica und der breit-eiförmige Körperbau der Nymphen.

## Verbreitung
Die Familie ist disjunkt in den kühl temperierten Regionen im Südosten Australiens, in Chile und Argentinien verbreitet. Die Tiere leben in Moos und Bodenstreu in Scheinbuchen-Wäldern (Nothofagus).

## Lebensweise
Über die Lebensweise der Familie ist abseits ihrer Lebensraumansprüche kaum etwas bekannt. Schuh & Slater (1995) vermuten, dass die Tiere polyphag sind, wobei es für diese Annahme keine unterstützenden Beweise gibt.

## Taxonomie und Systematik
Geoffrey Scudder beschrieb die Gruppe 1962 erstmals als eigene Unterfamilie der Bodenwanzen (Lygaeidae), nachdem die Gattungen Idiostolus und Trisecus bis dahin der Unterfamilie Heterogastrinae zugezählt wurden, die heute die Familie Heterogastridae bildet. Die Idiogastrinae wurde später durch Pavel Štys in den Familienrang erhoben und gleichzeitig in eine eigene Überfamilie gestellt. Die heute aktuelle Klassifikation der Gruppe entstand 1997 nach einer Revision der Pentatomomorpha mit Schwerpunkt der Lygaeoidea durch Thomas J. Henry. Er stellte die Familie gemeinsam mit der Schwestergruppe Henicocoridae in die Überfamilie Idiostoloidea.
Die Familie umfasst folgende Gattungen und Arten:
- Idiostolus
  - Idiostolus insularis (Berg, 1883) (Südamerika)
- Trisecus
  - Trisecus armatus Woodward, 1968 (New South Wales)
  - Trisecus pictus Bergroth, 1895 (Tasmanien)
- Monteithocoris
  - Monteithocoris hirsutus Woodward, 1968 (Tasmanien)

## Belege